# Gerard ter Borch der Ältere
Gerard ter Borch der Ältere (* zwischen 1582 und 1584 in Zwolle; † 20. April 1662 in Zwolle) war ein holländischer Maler und Zeichner.

## Leben
Er ist Vater des bekannten Gerard ter Borch, der oftmals auch als Gerard ter Borch der Jüngere bezeichnet wird. Als Sohn einer angesehenen Familie hatte er bereits früh den Wunsch, ein Maler zu werden. Ausgebildet wurde er von dem vorwiegend als Entwurfszeichner und Silberschmied tätigen Arent van Bolten. Schon früh, von 1602 bis 1611, führten ihn seine künstlerischen Studien nach Italien, wo er die Architektur und die Skulpturen des klassischen Altertums studierte. Seine Zeichnungen mit Landschaften und Stadtansichten von Neapel und Rom aus dieser Zeit zeugen von einem großen Talent. Nach seiner Rückkehr nach Holland zeichnete und malte er überwiegend biblische, mythologische und auch erotische Bilder. Spätestens 1612 ist er wieder in Zwolle nachweisbar, wo er Anna Bufkens heiratete. 1621 heiratete er Geesken van Voerst, 1628 heiratete er in dritter Ehe Wiesken Matthys. Gegen 1635 gab er seine künstlerischen Betätigungen weitestgehend auf und übernahm hohe öffentliche Ämter. Als Ausgleich unterrichtete er aber seine Kinder in der Kunst des Zeichnens. Vier seiner Kinder, Gerard, Gesina, Harmen und Moses schlugen ebenfalls eine künstlerische Laufbahn ein.
Gerard ter Borch der Ältere war vorwiegend als Zeichner tätig und hat nur wenige Gemälde hinterlassen.

## Ausgewählte Werke

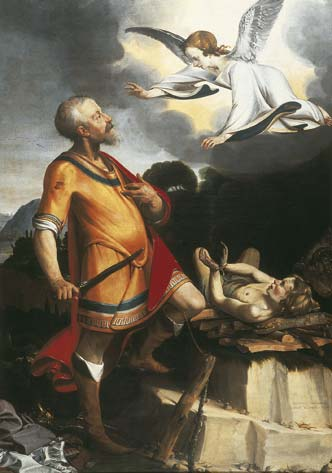
Das Opfer Abrahams, 1618–1619

- Zwolle, Provinciaal Overijssels Museum
  - Das Opfer Abrahams. 1618
- Zwolle, Provinciehuis
  - Familienbildnis in einer Landschaft. (Zusammenarbeit mit Barend Graat)